# 飯部磐座神社
飯部磐座神社（いべいわくらじんじゃ）は、福井県越前市芝原にある神社である。式内小社で、旧社格は村社。境内には他所から運ばれた、人口の磐座が積み上げられている。

## 歴史
享保11年（1726年）に出火が起き、旧記録が消失している。境内案内板によると、貞観15年（873年）に土地の豪族伊部造豊持氏が大磐石を運び積み重ねて磐座を造り社殿を建て創建し、そこで氏族の磐座祭祀を行ったと伝えられている。
本殿
文政6年（1823年）8月建立。大正3年（1914年）修繕。
拝殿
大正4年（1915年）7月建立。
廊下
大正4年（1915年）7月建立。

## 祭神
- 猿田彦命[2]
- 天照皇大神
- 八幡大神

## 交通
- 福井鉄道福武線家久駅から徒歩15分
- 北陸自動車道武生インターチェンジから車25分